# Ali Nesin

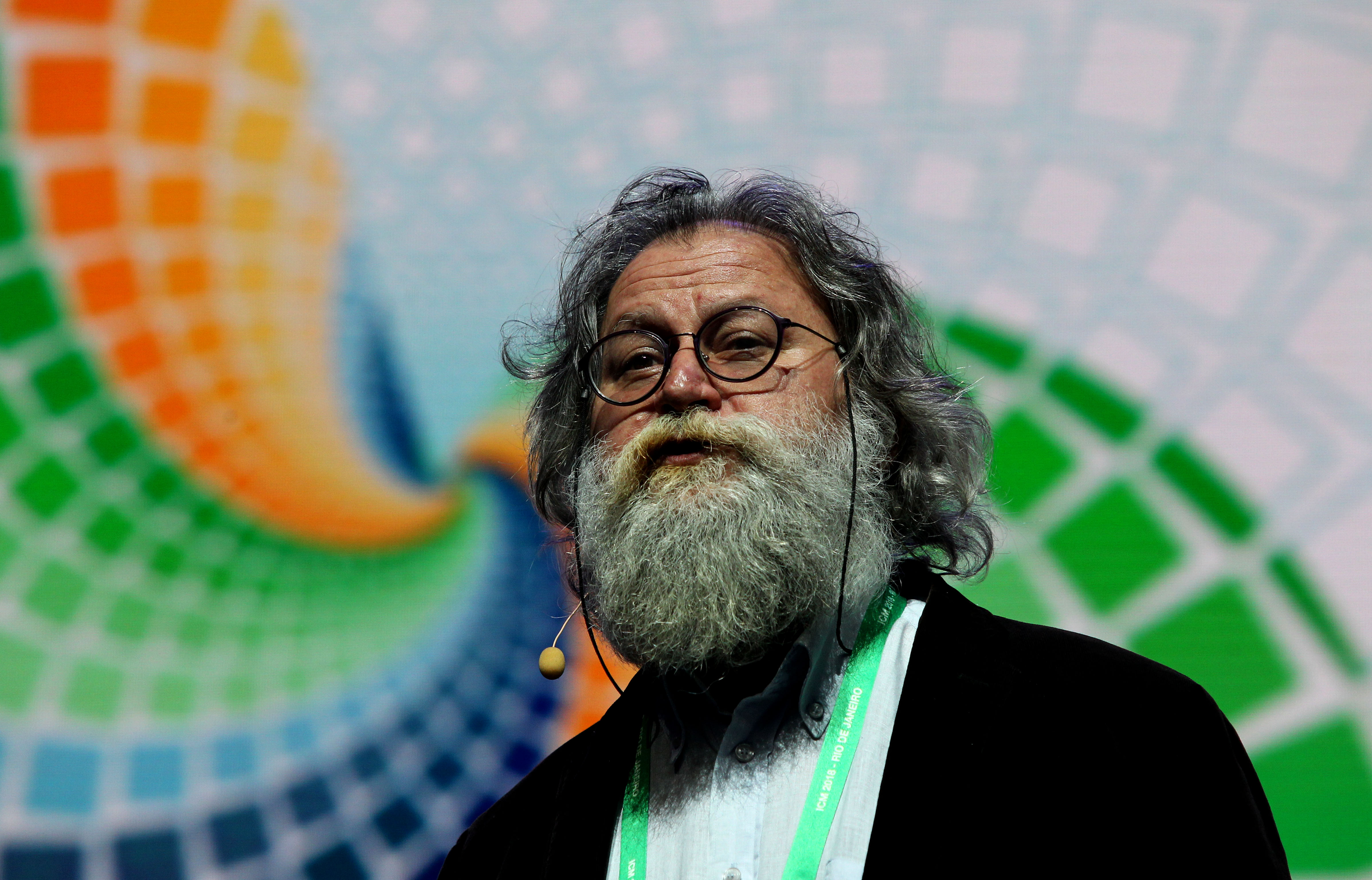
Ali Nesin auf dem Internationalen Mathematikerkongress 2018

Hüseyin Ali Nesin (* 1956 in Istanbul) ist ein türkischer Mathematiker und Mathematikpädagoge.

## Leben
Nesin, der Sohn von Aziz Nesin, ging in Lausanne zur Schule und studierte Mathematik in Paris (ab 1977 an der Universität Paris VII) und ab 1981 an der Yale University, an der er 1985 bei Angus Macintyre promoviert wurde (Groups of finite Morely rank). Als Post-Doktorand war er Instructor an der University of California, Berkeley, und 1987/88 Visiting Assistant Professor an der University of Notre Dame. 1988 wurde er Assistant Professor, 1991 Associate Professor und 1996 Professor an der University of California, Irvine. Ab 1996 war er Professor an der Bilgi Universität Istanbul, an der er der Mathematikabteilung vorsteht.
1989 war er Gastwissenschaftler am MSRI und 1993/94 Gastprofessor an der Bilkent-Universität. 2001/02 war er Gastwissenschaftler an der Universität Lyon I.

## Wirken

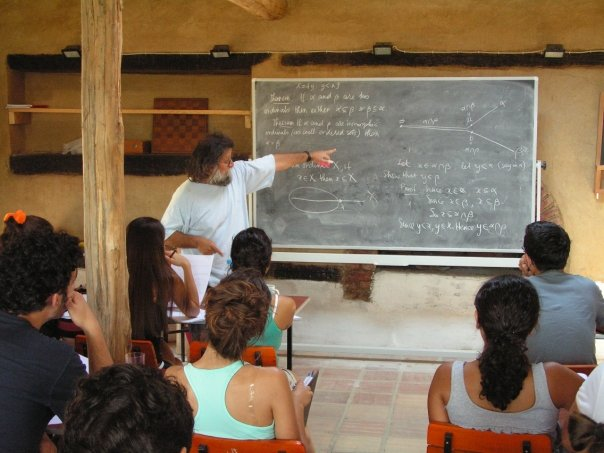
Ali Nesin als Lehrer, 2017

2007 gründete er ein mathematisches Dorf bei Sirince. Dort finden (mit Platz für bis 150 Gäste, Schüler zelten dort aber häufig) mathematische Workshops auf allen Ebenen statt. Schüler werden dort mit mathematischer Denkweise vertraut gemacht im Gegensatz zu dem sonst an (türkischen) Schulen verbreiteten schematischen Auswendiglernen. Das Dorf liegt abgeschieden auf dem Land. Man hat dort zwar Internet und Elektrizität, Fernseher oder lautes Radio sind aber verbannt. Beim Bau hatte er große Hindernisse offizieller Stellen zu überwinden. Der armenische Architekt des mathematischen Dorfes Sevan Nişanyan wurde – offiziell wegen illegalen Bauens, er ist aber auch als oppositioneller Intellektueller bekannt – 2014 zu Gefängnis verurteilt und begab sich 2017 nach Griechenland ins Exil. 1995 übernahm Nesin nach dem Tod seines Vaters die Nesin Foundation, die unter anderem Schüler aus benachteiligten Familien fördert.
Er veröffentlichte Analysis-Lehrbücher und populärwissenschaftlicher Mathematikbücher. Er hat einen eigenen Verlag (Nesin Publishing House) und gibt auch eine populärwissenschaftliche Zeitschrift über Mathematik heraus (Matematik Dünyası, Die Welt der Mathematik) und ist einer der Herausgeber der populärwissenschaftlichen Zeitschrift NTV-Bilim. Als Mathematiker befasst er sich mit Modelltheorie in der mathematischen Logik und mit Gruppentheorie.
Er ist einer der Herausgeber des Turkish Journal of Mathematics. 2007 bis 2009 war er im Verwaltungskomitee der türkischen mathematischen Gesellschaft.
2018 erhielt er den Leelavati-Preis der Internationalen Mathematischen Union für Verdienste um die Popularisierung der Mathematik.
Er war 1999 Gründungsmitglied der Human Rights Institution of Turkey (TİHAK).